# Luoping, Guangdong
Luoping (kinesiska: 罗平) är en köping i sydöstra Kina. Den ligger i Luoding i staden Yunfu i provinsen Guangdong, omkring 180 kilometer väster om provinshuvudstaden Guangzhou. Antalet invånare är 68 617. Befolkningen består av 33 721 kvinnor och 34 896 män. Barn under 15 år utgör 29,0 %, vuxna 15-64 år 62 %, och äldre över 65 år 8,0 %.